# Maison de L'Amitie
Maison de L'Amitie was een van de duurste en grootste huizen in de Verenigde Staten. Het huis had een oppervlakte van 5760 m² en met zijn bijgebouwen een oppervlakte van 7594 m². Maison de L'Amitie had drie bijgebouwen: een koetshuis en twee huizen voor gasten. De perceeloppervlakte is ongeveer 25.000 m² en het perceel grenst met een lengte van 150 meter aan de Atlantische Oceaan. Maison de L'Amitie had ook een zwembad, dat wordt omringd door coquinastenen, van 30,5 bij 12 meter en een bubbelbad. Naast dat zwembad bevond zich een bijgebouw, dat twee slaapkamers en een badkamer had. Het koetshuis bevond zich naast het hek bij de ingang en het andere bijgebouw bevond zich aan de rand van een soort binnenplaats.
In 2016 werd begonnen met de sloop van het huis.

## Interieur
Maison de L'Amitie heeft 18 slaapkamers, 22 badkamers, een balzaal, een mediakamer en een kunstgalerij. Achter de voordeur bevindt zich een kamer met een oppervlakte van 380 m² met grote ramen, die een uitzicht bieden over de oceaan. De kamers hebben 6 tot 12 meter hoge plafonds en zijn afgewerkt met marmer en graniet, maar in de badkamers zit ook goud en diamant verwerkt. In de keuken staan meubels van mahonie en apparaten van roestvast staal. Maison de L'Amitie heeft een garage, waarin bijna 50 auto's passen.

## Eigenaar
De eerste eigenaar was Jayne L. Wrightsman. Zij verkocht het huis op 1 mei 1985 voor $10 miljoen aan Leslie H. Wexner. Drie jaar later, op 27 mei 1988, werd het voor $12.089.500 verkocht aan filantroop Abraham "Abe" D. Gosman. Op 30 juli 1999 werd het huis naast op naam van Abraham ook op naam van zijn vrouw Linda C. Gosman gezet. Op 7 januari 2005 kocht ondernemer Donald Trump het huis voor $41,35 miljoen. Trump liet het huis renoveren voor $3 miljoen. Op 16 juli 2008 verkocht Trump het huis aan Russisch miljardair Dmitry Rybolovlev voor $95 miljoen. Het huis stond sinds 2005 of 2006 te koop voor $125 miljoen. Voordat Trump het huis verkocht, had hij minstens $25 miljoen geïnvesteerd in het huis. Voor die verbouwing had het huis een waarde van $80 miljoen. Rybolovlev gaf in 2013 aan dat hij het huis mogelijk wil slopen. Hij gaf als mogelijkheid aan het perceel in kleinere percelen te verdelen. De waarde van het huis in 2013 werd geschat op $68 miljoen. In 2016 werd begonnen met de sloop van de bebouwing.